# Jubileusz (utwór dramatyczny)
Jubileusz (ros. Юбилей) – jednoaktowa komedia teatralna autorstwa Antona Czechowa, wystawiona po raz pierwszy w dniu 24 kwietnia 1891 roku. 

## Opis fabuły
Sztuka stanowi prześmiewczą miniaturę z życia prowincjonalnego banku, który właśnie obchodzi swój jubileusz. Z tej okazji zarząd ma uhonorować prezesa, pana Szypuczina, okolicznościową laudacją oraz prezentem. Zapobiegliwy Szypuczin na wszelki wypadek napisał tekst i zakupił podarunek samodzielnie. Następnie prezes ma wygłosić pełen liczb referat o teraźniejszości i przyszłości banku, zaś niezbędne wyliczenia przygotowuje dla niego pan Chirin - człowiek niechlujny, porywczy, a do tego straszny mizogin. W pracy przeszkadza mu nie tylko szef, ale także dwie kobiety - gadatliwa żona Szypuczina, Tatiana, oraz natrętna pani Mierczutkina, która koniecznie chce załatwić sprawę zaległej wypłaty dla swojego męża, choć bank nie ma z nią nic wspólnego.

## Inscenizacje w Polsce
Pierwsza polska inscenizacja Jubileuszu w okresie po II wojnie światowej miała swą premierę 11 września 1954 w Państwowym Teatrze w Gnieźnie. Od tego czasu sztuka rzadko bywa wystawiana samodzielnie, natomiast często stanowi część wieczorów komediowych jednoaktówek Czechowa. Dwukrotnie była także ekranizowana dla Teatru Telewizji. Spektakl z 1961 wyreżyserował Roman Załuski, a wystąpili w nim Barbara Rylska, Tadeusz Bartosik, Czesław Roszkowski, Lucjanna Barcka i Saturnin Żurawski. Adaptację telewizyjną z 1971, wspólną z Oświadczynami, zrealizował z kolei Jerzy Antczak, a udział wzięli Jadwiga Barańska, Tadeusz Fijewski, Mieczysław Pawlikowski, Wanda Łuczycka i Tadeusz Cygler.